# Predio San Regino
Predio San Regino är en ort i Mexiko.   Den ligger i kommunen Nanchital de Lázaro Cárdenas del Río och delstaten Veracruz, i den sydöstra delen av landet, 500 km öster om huvudstaden Mexico City. Predio San Regino ligger 16 meter över havet och antalet invånare är 147.
Terrängen runt Predio San Regino är platt. Runt Predio San Regino är det ganska glesbefolkat, med 31 invånare per kvadratkilometer. Närmaste större samhälle är Coatzacoalcos, 9,8 km norr om Predio San Regino. Omgivningarna runt Predio San Regino är en mosaik av jordbruksmark och naturlig växtlighet.